# حارة 30 نوفمبر (صنعاء)

تعديل مصدري - تعديل

حارة 30 نوفمبر هي إحدى حارات حي دار سلم بضواحي الأمانة مديرية سنحان وبني بهلول، بلغ تعداد سكانها 1086 نسمة حسب تعداد اليمن لعام 2004.